# Le Septième Fils (film)
Pour le roman, voir Le Septième Fils.
Pour plus de détails, voir Fiche technique et Distribution.
Le Septième Fils (Seventh Son) est un film de fantasy britanno-américano-canadien réalisé par Sergueï Bodrov et sorti en 2014. Initialement prévue pour 2014, la sortie américaine du film a été repoussée à 2015 à la suite d'une rupture de contrat entre Legendary Pictures et Warner Bros. Le film sera finalement distribué par Universal Pictures. Ce film est inspiré du cycle de "L'Épouvanteur" (The Wardstone Chronicles) de Joseph Delaney.

## Synopsis
Il y a bien longtemps, une force maléfique menaçait de se déchaîner et de raviver la guerre entre les puissances surnaturelles et l'humanité. Pendant plusieurs décennies, le chevalier Maître Gregory (Jeff Bridges) avait enfermé la redoutable et maléfique sorcière Mère Malkin (Julianne Moore). Mais elle s'est échappée et cherche à se venger. Convoquant ses adeptes, Mère Malkin s'apprête à déverser sa terrible colère contre un monde qui ne s'y attend pas. Seul Maître Gregory peut encore s'y opposer. Au cours d'un affrontement mortel, Gregory se retrouve face à face avec une force maléfique qu'il craignait de voir resurgir un jour. Dès lors, il lui faut initier son nouvel apprenti, le septième fils d'un septième fils : Tom Ward (Ben Barnes), à combattre la pire magie noire de tous les temps - mais il doit le faire d'ici à la prochaine pleine Lune de Sang, alors que plusieurs années sont en général nécessaires pour accomplir une telle mission. Le dernier espoir de l'humanité tient dorénavant entre les mains de Tom Ward.

## Fiche technique
- Titre original : Seventh Son
- Titre française et québécois : Le Septième Fils
- Réalisation : Sergueï Bodrov
- Scénario : Charles Leavitt, Steven Knight, Matt Greenberg d'après L'Apprenti épouvanteur de Joseph Delaney
- Direction artistique : Dante Ferretti
- Décors : Grant Van Der Slagt
- Costumes : Jacqueline West
- Photographie : Newton Thomas Sigel
- Montage : Paul Rubell
- Musique : Marco Beltrami
- Son : Laurent Kossayan
- Production : Basil Iwanyk, Thomas Tull et Lionel Wigram
- Sociétés de production : Legendary Pictures, Moving Picture Company, Pendle Mountain Productions et Thunder Road Pictures
- Sociétés de distribution :  Universal Pictures
- Pays d’origine :  Royaume-Uni,  États-Unis,  Canada
- Langue : anglais
- Format : couleur - 35 mm - 2,35:1 - son Dolby numérique
- Genre : Fantastique, fantasy
- Durée : 102 minutes
- Dates de sortie[3] :
- France : 17 décembre 2014
- États-Unis  Canada : 6 février 2015

## Distribution
- Jeff Bridges (VF : Patrick Floersheim ; VQ : Guy Nadon) : Maître John Gregory, l'Épouvanteur
- Ben Barnes (VF : Emmanuel Garijo ; VQ : Nicolas Charbonneaux-Collombet) : Tom Ward, l'apprenti de l'Épouvanteur
- Julianne Moore (VF : Ivana Coppola ; VQ : Marie-Andrée Corneille) : Mère Malkin, la sorcière
- Alicia Vikander (VF : Anna Sigalevitch ; VQ : Sarah-Jeanne Labrosse): Alice Deane
- Antje Traue (VF : Virginie Méry ; VQ : Julie Beauchemin) : Lizzie l'Osseuse
- Olivia Williams (VF : Julie Dumas ; VQ : Manon Arsenault) : Mam Ward
- John DeSantis : Tusk
- Kit Harington (VF : Alexandre Guansé ; VQ : Jean-Philippe Baril Guérard) : William « Billy » Bradley, l'ancien apprenti de l'Épouvanteur
- Djimon Hounsou (VF : Jean-Paul Pitolin ; VQ : Marc-André Bélanger) : Radu, sorcier chef des assassins
- Jason Scott Lee : Urag
- Kandyse McClure : Sarikin
- Luc Roderique : Strix
- Zahf Paroo : Virahadra
- Timothy Webber (VF : Christian Pélissier) : Malcolm Ward
- Lilah Fitzgerald (VF : Jeanne Orsat) : Cate Ward
- Gerard Plunkett (VF : Philippe Ariotti) : l'Inquisiteur
- David Cubitt (VF : Loïc Houdré) : le chevalier furieux
- Ryan Robbins : le barman

 Source et légende : version française (VF) sur RS Doublage et selon le carton du doublage français sur le DVD zone 2.
 Source et légende : version québécoise (VQ) sur Doublage.qc.ca

## Accueil

### Accueil critique
Le film a majoritairement eu de très mauvaises critiques, accumulant 3,7/10 sur senscritique. Sur l'agrégateur américain Rotten Tomatoes, le film récolte 11 % d'opinions favorables pour 117 critiques. Sur Metacritic, il obtient une note moyenne de 30⁄100 pour 32 critiques.
En France, le site Allociné propose une note moyenne de 2,3⁄5 à partir de l'interprétation de critiques provenant de 9 titres de presse. Sur ce même site, les internautes ont attribué en moyenne la note de 2/5 selon 2831 notes dont 264 critiques. Les critiques dénoncent une adaptation plus que rabaissante des livres de Joseph Delaney. À l'instar d'Eragon, l'œuvre originale n'a pas du tout été respectée, l'histoire et les personnages ayant été adapté « à la sauce Hollywoodienne ».